# Unione di Comuni Valmarecchia
L'Unione di Comuni Valmarecchia è un ente locale sovracomunale, con statuto autonomo, che si è costituito il 27 dicembre 2013, dalla fusione della Comunità montana Alta Valmarecchia e dell'Unione di Comuni Valle del Marecchia; pertanto costituisce lo sviluppo di quest'ultima forma associativa già esistente dal 2009.
È subentrata a titolo universale nei rapporti giuridici e nelle funzioni amministrative della cessata Comunità montana Alta Valmarecchia e ha proseguito nella gestione delle funzioni dell'Unione di Comuni Valle del Marecchia.
La sede dell'Unione è a Novafeltria, in Piazza Bramante 11.
Fanno parte dell'ente i seguenti comuni, situati in provincia di Rimini:
- Casteldelci
- Maiolo
- Montecopiolo (dal 27 aprile 2022[4])
- Novafeltria
- Pennabilli
- Poggio Torriana
- San Leo
- Sant'Agata Feltria
- Santarcangelo di Romagna
- Talamello
- Verucchio

Il territorio dell'Unione si trova a ovest di Rimini e comprende la Valmarecchia.